# Ruth P. Goldschmidt-Lehmann
Ruth Pauline Goldschmidt-Lehmann (* 11. Februar 1930 in Altona; † 5. Januar 2002 in Jerusalem) war eine deutsch-britisch-israelische Bibliothekarin.

## Leben
Ruth Lehmann musste als Jüdin 1939 nach England emigrieren. Dort besuchte sie die Wimbledon County Grammar School und arbeitete seit 1948 als Bibliothekarin an der Bibliothek der London School of Jewish Studies, die sie von 1955 bis 1973 leitete. 1973 zog sie nach Jerusalem, wo sie Josef Goldschmidt heiratete. Sie publizierte zahlreiche Bibliographien.

## Veröffentlichungen (Auswahl)
- Nova bibliotheca Anglo-Judaica. A bibliographical guide to Anglo-Jewish history 1937–1960. London 1961.
- Anglo-Jewish bibliography, 1937–1970. London 1973.
- Anglo-Jewish bibliography, 1971–1990. London 1992.
- Moše Monṭefîôrî 1784– 1885; bibliôgrafiyā / Sir Moses Montefiore. 1784-1885. A bibliography. Jerusalem 1984
- Beowulf. An imitative translation. University of Texas Press, Austin 1988, ISBN 0-292-70768-1.
- Britain and the Holy Land, 1800–1914. A select bibliography.  London 1995.